# Sindrome da insensibilità agli androgeni
La sindrome da insensibilità agli androgeni (AIS), conosciuta in passato anche come sindrome di Morris (da John McLean Morris, ginecologo nato in Cina naturalizzato statunitense, che la descrisse nel 1953) o femminilizzazione testicolare è una sindrome determinata da un diverso percorso nella differenziazione sessuale: persone con corredo cromosomico XY (a cui corrisponde un genotipo maschile) sviluppano caratteri sessuali femminili, quest'insensibilità è scaturita dal deficit di 5-alfa-reduttasi.

## Epidemiologia
La sindrome da insensibilità agli androgeni è inclusa nella lista delle malattie rare. Il fenomeno interessa circa un neonato su 13 000

## Fisiopatologia
Nell'essere umano, durante il periodo embrio-fetale si assiste alla formazione e sviluppo di abbozzi del futuro apparato riproduttivo sia maschile sia femminile. In generale, se il cariotipo è 46,XY, la presenza del gene SRY sul cromosoma Y determinerà lo sviluppo dei caratteri sessuali maschili mentre darà la soppressione dei caratteri primari femminili (utero, tube e ovaio). Se il cariotipo è 46,XX, l'individuo matura caratteri femminili.
Nel caso della sindrome da insensibilità agli androgeni completa (CAIS), il feto con il cariotipo 46,XY, sviluppa i testicoli embrionali, i quali poi anche in età adulta rimangono interni se non si interviene chirurgicamente per rimuoverli. La refrattarietà agli ormoni androgeni è determinata nella maggioranza dei casi da una mutazione associata al recettore dell'androgeno che porta alla sua inattività. L'elevata presenza di testosterone e diidrotestosterone libero nelle cellule rende attivi altri enzimi in grado di trasformare gli ormoni androgeni in estrogeni. Ciò, fra la 3ª settimana e il 5º mese, determinerà l'espressione dei caratteri femminili, pertanto avremo un individuo fenotipicamente femminile, senza utero e ovaie, e con possibilità di ipoplasia vaginale (vagina con canale di dimensioni ridotte), problema che può essere risolto con la terapia dilatativa e senza interventi chirurgici.

## Ereditarietà
L'insensibilità dei tessuti agli androgeni è causata da un allele recessivo (indicato con tfm) che si trova nel cromosoma X (X-linked): è pertanto la madre che trasmette tale condizione. La prole geneticamente maschile sarà per il 50% affetta, mentre le figlie geneticamente XX saranno per il 50% portatrici. In circa un terzo dei casi la condizione è dovuta a una mutazione spontanea.

## Segni e sintomi
Il quadro è molto variabile. In genere gli individui portatori di questa sindrome sono longilinei, con un bacino stretto. I peli pubici e ascellari sono diminuiti, la mammella può presentare un capezzolo più chiaro. Non esistono organi riproduttivi femminili (né utero, né ovaie) a causa dell'assenza di fattori per lo sviluppo sessuale femminile. Ritenute nell'addome sono presenti gonadi che possono essere asportate chirurgicamente (gonadectomia) per ridurre il rischio di degenerazione tumorale. In generale nella forma completa (CAIS) tale rischio è talmente basso che si tende ad aspettare a effettuare l'intervento o, addirittura, a evitarlo.
Il fenotipo di queste persone è femminile.
Un vecchio luogo comune rispetto ai soggetti affetti da sindrome di Morris (conosciuta nel ventunesimo secolo come CAIS), è che esista una frequenza maggiore nel mondo della moda o dello spettacolo: si tratta tuttavia di un errore statistico. Lo stesso errore che si fece con la sindrome 47,XYY, un errore che si commette se il campione di studio risulta non adeguato, cioè costituito da una popolazione non omogenea.